# Šerm na Letních olympijských hrách 2004
Šerm na Letních olympijských hrách 2004.

## Medailisté

### Muži
| Kategorie            | Zlato                                                                            | Stříbro                                                                            | Bronz                                                                                  |
| -------------------- | -------------------------------------------------------------------------------- | ---------------------------------------------------------------------------------- | -------------------------------------------------------------------------------------- |
| Fleret – jednotlivci | Brice Guyart · Francie (FRA)                                                     | Salvatore Sanzo · Itálie (ITA)                                                     | Andrea Cassarà · Itálie (ITA)                                                          |
| Kord – jednotlivci   | Marcel Fischer · Švýcarsko (SUI)                                                 | Wang Lej · Čína (CHN)                                                              | Pavel Kolobkov · Rusko (RUS)                                                           |
| Šavle – jednotlivci  | Aldo Montano · Itálie (ITA)                                                      | Zsolt Nemcsik · Maďarsko (HUN)                                                     | Vladyslav Treťjak · Ukrajina (UKR)                                                     |
| Fleret – družstvo    | Itálie (ITA) · Andrea Cassarà · Salvatore Sanzo · Simone Vanni · Matteo Zennaro* | Čína (CHN) · Tung Čao-č' · Wang Chaj-pin · Wu Chan-siung · Jie Čchung              | Rusko (RUS) · Renal Ganějev · Jurin Molčan · Ruslan Nasibullin · Vjačeslav Pozdňakov   |
| Kord – družstvo      | Francie (FRA) · Fabrice Jeannet · Jérôme Jeannet · Hugues Obry · Érik Boisse     | Maďarsko (HUN) · Gábor Boczkó · Krisztián Kulcsár · Iván Kovács · Géza Imre        | Německo (GER) · Sven Schmid · Jörg Fiedler · Daniel Strigel · Norman Ackermann*        |
| Šavle – družstvo     | Francie (FRA) · Julien Pillet · Damien Touya · Gael Touya · Boris Sanson*        | Itálie (ITA) · Aldo Montano · Gianpiero Pastore · Luigi Tarantino · Tonhi Terenzi* | Rusko (RUS) · Sergej Šarikov · Alexej Ďačenko · Stanislav Pozdňakov · Alexej Jakimenko |

### Ženy
| Kategorie            | Zlato                                                                                       | Stříbro                                                                                         | Bronz                                                                                                 |
| -------------------- | ------------------------------------------------------------------------------------------- | ----------------------------------------------------------------------------------------------- | --- |
| Fleret – jednotlivci | Valentina Vezzaliová · Itálie (ITA)                                                         | Giovanna Trilliniová · Itálie (ITA)                                                             | Sylwia Gruchałová · Polsko (POL)                                                                      |
| Kord – jednotlivci   | Tímea Nagyová · Maďarsko (HUN)                                                              | Laura Flesselová-Colovicová · Francie (FRA)                                                     | Maureen Nisimaová · Francie (FRA)                                                                     |
| Šavle – jednotlivci  | Mariel Zagunisová · Spojené státy americké (USA)                                            | Tchan Süe · Čína (CHN)                                                                          | Sada Jacobsonová · Spojené státy americké (USA)                                                       |
| Kord – družstvo      | Rusko (RUS) · Karina Aznavourian · Oksana Jermakovová · Taťjana Logunovová · Anna Sivkovová | Německo (GER) · Claudia Bokelová · Imke Duplitzerová · Britta Heidemannová · Marijana Marković* | Francie (FRA) · Sarah Daninthe · Laura Flesselová-Colovicová · Hajnalka Kiralyová · Maureen Nisimaová |

pozn.: Šermíř s hvězdičkou jako náhradník do soubojů družstev nezasáhl a nebyla mu udělena olympijská medaile.

## Přehled medailí
| Pořadí | Země                         | Zlato | Stříbro | Bronz | Celkově |
| ------ | ---------------------------- | ----- | ------- | ----- | ------- |
| 1.     | Itálie (ITA)                 | 3     | 3       | 1     | 7       |
| 2.     | Francie (FRA)                | 3     | 1       | 2     | 6       |
| 3.     | Maďarsko (HUN)               | 1     | 2       | 0     | 3       |
| 4.     | Rusko (RUS)                  | 1     | 0       | 3     | 4       |
| 5.     | Spojené státy americké (USA) | 1     | 0       | 1     | 2       |
| 6.     | Švýcarsko (SUI)              | 1     | 0       | 0     | 1       |
| 7.     | Čína (CHN)                   | 0     | 3       | 0     | 3       |
| 8.     | Německo (GER)                | 0     | 1       | 1     | 2       |
| 9.     | Polsko (POL)                 | 0     | 0       | 1     | 1       |
| 9.     | Ukrajina (UKR)               | 0     | 0       | 1     | 1       |